# Sakaryaspor Kulübü
Il Sakaryaspor Kulübü, chiamato comunemente solo Sakaryaspor, è una società calcistica turca di Adapazarı. Milita nella TFF 1. Lig, la seconda divisione del campionato turco di calcio. 
Fondato nel 1965 dalla fusione di Adapazarı Gençlerbirliği, Adapazarı İdman Yurdu, Güneşspor e Ada Gençlik, ha vinto una Coppa di Turchia, il campionato di TFF 1. Lig in tre occasioni e il campionato di TFF 2. Lig in un'occasione. Ha esordito in massima divisione nel 1981.  

## Palmarès

### Competizioni nazionali
- Coppa di Turchia: 1

1987-1988
- TFF 1. Lig: 3

1980-1981, 1985-1987, 2003-2004
- TFF 2. Lig: 1

2021-2022

### Altri piazzamenti
- Coppa di Turchia:

Semifinalista: 1985-1986, 1998-1999
- Supercoppa di Turchia:

Finalista: 1988
- TFF 1. Lig:

Vittoria dei play-off: 2005-2006
- TFF 2. Lig:

Vittoria dei play-off: 2010-2011